# Hol colt, hol nem colt
A Hol colt, hol nem colt 1980-ban készült 27 perces magyar zenés western vígjáték, miniparódia.

## Története
A „szilvesztern”, azaz szilveszteri westernparódia 1980. december 31-én, fő műsoridőben, 20 órakor kezdődött a Magyar Televízióban. Közel harmincpercnyi vidám összeállítás, humoros, zenés paródia volt a nyolcvanas évekből, a Disco-Disco paródiacsapatától Bendai Nándor rendezésében, Rusznák Iván zenéjével, Tardos Péter szövegeivel.
A westernfilmek állandó elemei elevenedtek meg, megszólalt a legendás hatlövetű, hullottak a pofonok. Végül mindenki elégedett lehetett a jó és a gonosz küzdelmének előre látható végkifejletével, mert győzött a jó. Zenés vígjátékról lévén szó, a westernparódiában mindenki dalra fakadt és táncolt, a ledér hölgyek, a kemény öklű urak, sőt a lovak is.

## Közreműködők
- Rendezte - Bednai Nándor
- Harsányi Gábor - A jó
- Koncz Gábor - Préri Farkas
- Csákányi László - Postakocsis
- Paudits Béla - Cowboy
- Pécsi Ildikó - Asszonyom
- Hollai Kálmán - Agresszív vendég
- Lukács Sándor -	Hamiskártyás
- Bánfalvy Ágnes - örömlány
- Balogh Erika - Cica
- Benkóczy Zoltán - Csapos
- Csongrádi Kata - Mary
- Pálos Zsuzsa - Jacky
- Várkonyi Szilvia - Szép Vendolin
- Besztercei Zsuzsa - Bögyös Kathy
- Simorjay Emese - Kicsi Rosie
- Hernádi Judit - Szűz Barbara
- Balázs Péter - Seriff
- Gálvölgyi János - Seriff
- Piroch Gábor -	Cowboy
- Rusznák Iván - Cowboy
- Boros Sándor - Cowboy
- Romhányi Rudolf - Cowboy
- Pintér Tamás - Cowboy

- Zenéjét szerezte - Rusznák Iván
- Operatőr - Zádori Ferenc
- Vágó - Gellért Andrea
- Gyártásvezető - Langmár András
- Díszlettervező - Németh Éva
- Jelmeztervező - Vicze Zsuzsa